# Orimarga (Orimarga) argenteopleura
Orimarga (Orimarga) argenteopleura is een tweevleugelige uit de familie steltmuggen (Limoniidae). De soort komt voor in het Neotropisch gebied.